# Michael Brown (nadador)
Michael Andrew Mike Brown (Oshawa, Canadá, 5 de mayo de 1984) es un deportista canadiense que compitió en natación. Fue subcampeón mundial en 200 metros braza  durante el Campeonato Mundial de Natación de 2005.
Representó a Canadá en los Juegos Olímpicos de Atenas 2004 y Pekín 2008.

## Palmarés internacional
| Campeonato Mundial de Natación | Campeonato Mundial de Natación | Campeonato Mundial de Natación | Campeonato Mundial de Natación |
| Año                            | Lugar                          | Medalla                        | Prueba                         |
| ------------------------------ | ------------------------------ | ------------------------------ | ------------------------------ |
| 2005                           | Montreal (Canadá)              | Medalla de plata               | 200 m braza                    |